# Enarmonía (cortometraje)
Enarmonía es un cortometraje español de 2009, dirigido por David R. Losada y protagonizado por Álex Angulo, Secun de la Rosa y Amaia Salamanca, entre otros.

## Sinopsis
Se forma una historia completa a partir de otras cuatro, en la que intervienen cuatro personajes principales, Oscar, Rebeca, Philippe y Francis. Aunque ninguno lo sabe, sus vidas se encuentran enlazadas desde su inicio o quizá desde su fin, finalmente terminarán descubriendo cual es la verdadera razón que les une.

## Reparto
- Álex Angulo, como Mario Méndes.
- Secun de la Rosa, como Philippe.
- Miguel Ángel Jenner, como narrador.
- Gorka Otxoa, como Óscar.
- Amaia Salamanca, como Rebeca.[2]
- Alejandro Tejería, como Francis.

## Financiación
El cortometraje recibió apoyo enconómico de la Caja Laboral y Fidenet; gracias a estos, su director David R. Losada consiguió finalizar con éxito su proyecto.